# Naima Mora
Naima Mora, ameriška modna manekenka in igralka, * 1. marec 1984, Detroit, Michigan, ZDA.
Najbolj je poznana kot zmagovalka resničnostnega šova Ameriški super model (krog 4). Njene nagrade so bile pogodba s Ford Models, 100.000 dolarjev vredna pogodba s CoverGirl kozmetiko in modno slikanje za revijo ELLE.

## Osebnost
Poimenovana je bila po pesmi Johna Coltrana. Naima ima po očetu ameriške in mehiške korenine, po materi pa afriške in irske. Je najmlajša od štirih sester in ima sestro dvojčico Nio Moro, ki je fotografinja. Njena starejša sestra, Ifa Mora, (rojena leta 1977) je vokalistka, trip-hop in rock eksperimentalna umetnica skupine livemas. Njena starša sta oba talentirana glasbenika, njeni stari starši pa umetniki (dedek Francisco Mora je slikar, babica pa kiparka in slikarka Elizabeth Catlett).
Naima je inspirirala babičin kip, poimenovan »Naima«.

## Preden je zmagala na ANTM
Bila je resna študentka baleta. Naima je maturirala iz tehniške srednje šole v Detroitu leta  2002. Preden se je preselila iz Detroita v New York, da bi se vpisala na plesno šolo, je delala kot natakarica.